# Gunjica
Gunjica (em cirílico: Гуњица) é uma vila da Sérvia localizada no município de Mionica, pertencente ao distrito de Kolubara, na região de Kolubara Podgorina. A sua população era de 101 habitantes segundo o censo de 2011.

## Demografia
| 1948 | 1953 | 1961 | 1971 | 1981 | 1991 | 2002 | 2011 |
| ---- | ---- | ---- | ---- | ---- | ---- | ---- | ---- |
| 259  | 251  | 249  | 224  | 208  | 191  | 152  | 101  |